# Worthington, Ohio
Worthington là một thành phố thuộc quận Franklin, tiểu bang Ohio, Hoa Kỳ. Năm 2010, dân số của thành phố này là 13575 người.

## Dân số
- Dân số năm 2000: 14125 người.
- Dân số năm 2010: 13575 người.